# Common Language Infrastructure
CLI (англ. Common Language Infrastructure) — спецификация общеязыковой инфраструктуры.
Наиболее известными реализациями этого стандарта являются Microsoft .NET Framework, Mono, DotGNU Portable.NET.
Спецификация CLI определяет, в частности, архитектуру исполнительной системы .NET — CLR и сервисы, предоставляемые CLR выполняемым программам, классы, предоставляемые библиотекой BCL, синтаксис и мнемонику общего промежуточного языка (Common Intermediate Language).
Текущей версией (по состоянию на конец 2007 года) спецификации CLI является версия CLI 3.5.